# نامولوژی

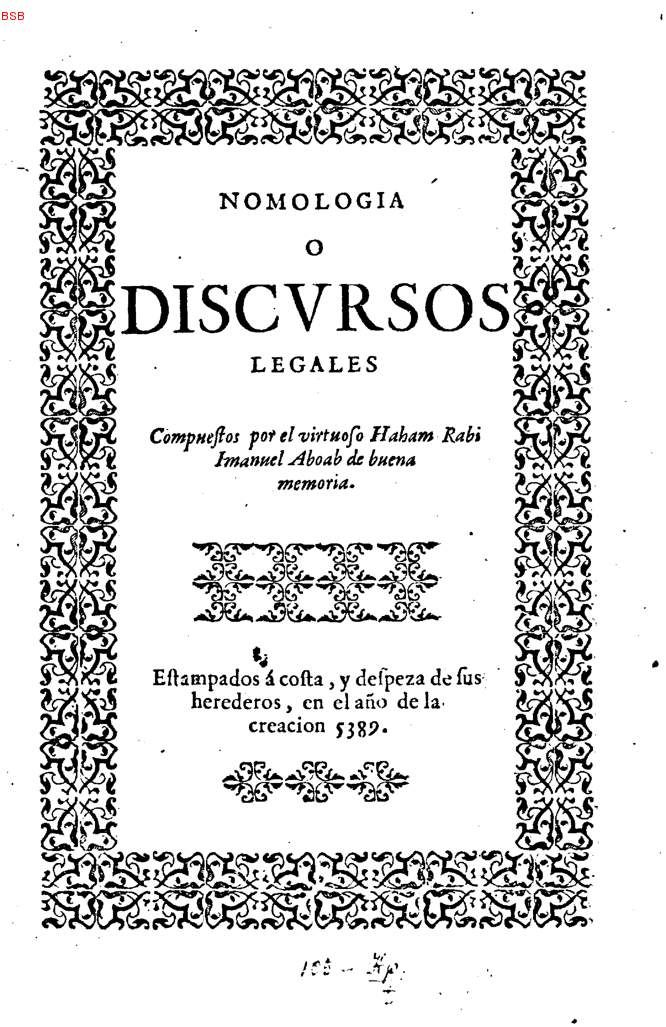
نامولوژی

نامولوژی (به انگلیسی: Nomology) یکی از تخصص‌های برندینگ است که به مطالعه اثربخشی نام‌ها در فرایند برندینگ پرداخته و در مواردی چون انتخاب سناریوهای معماری برند، نامسازی، وزن‌دهی به معیارهای ارزیابی نام برند، تحقیق نام برند، افزایش به خاطرسپاری نام برند، فرایند تغییر نام برند، کاهش هزینه‌های برندینگ و افزایش اثربخشی بودجه تبلیغات کاربرد دارد. علاوه بر برندینگ، مواردی چون آواشناسی، بهینه‌سازی برای موتورهای جستجو، قوانین و محدودیت‌های ثبت برند، کپی‌رایتینگ، روندشناسی، رفتارشناسی، روان‌شناسی و دیجیتال مارکتینگ نیز بر نامولوژی و تصمیم‌گیری‌های نامولوژی مؤثر است.

## برخی شیوه‌های انتخاب نام در نامولوژی
- ترکیبی از بخشی از حروف یک عبارت. مثل اینتل که برگرفته از حروف ابتدایی دو کلمهٔ Integrated Intelligence است.
- بخشی از یک کلمه. مثل سیسکو که انتهای نام شهر San Francisco است.
- استفاده از سرواژه‌ها با خروجی نامی که به صورت یکپارچه تلفظ می‌شود. مثل فیات و سایپا. (در مقابل، نام‌هایی که حرف به حرف تلفظ می‌شوند، مثل ب‌ام‌و و آی‌بی‌ام در نامولوژی توصیه نمی‌شوند.[۴])
- ترکیبی از دو کلمه از دو زبان مختلف. مثل دیجی‌کالا که ترکیب انگلیسی و فارسی است.
- استفاده از نام مؤسس به صورت خام. مثل ژیلت، سیتروئن و هاکوپیان
- استفاده از نام مؤسس بعد از نامسازی. مثل آدیداس که از نام Adi Dassler گرفته شده است.
- استفاده از نام مکان‌ها. مثل سانتافه، رونیز و ادوبی

## معماری برند
معماری برند از جمله مباحث کلیدی نامولوژی است که شامل سه مدل اصلی می‌باشد:
مدل سبدی و ستاره‌ای که دو سر یک طیف بوده و درست در نقطهٔ مقابل یکدیگر قرار دارند و مدل خوشه‌ای که بینابین دو مدل دیگر است.

### مدل ستاره‌ای
زمانی که ما برای محصولات یا خدمات‌مان، نام‌های جداگانه انتخاب کرده و مسیر برندینگ آن‌ها را نیز به صورت مستقل و جداگانه طی می‌کنیم و در نهایت مخاطب در بازار، بین برندهای ما اتصال و ارتباطی نمی‌بیند، در حال استفاده از مدل ستاره‌ای هستیم. وقتی به ستاره‌های آسمان نگاه می‌کنید اتصالی بین ستاره‌ها نمی‌بینید. هر ستاره از درخششی جداگانه و مستقل برخوردار است. شرکت پروکتر اند گمبل، مطرح‌ترین مثال مدل ستاره‌ای است. از جمله نام‌های تجاری این شرکت می‌توان به: براون، دوراسل، ژیلت، فیری، پمپرز، فیوژن، هد اند شولدرز، اورال-بی، دولچه و گابانا، پنتن، کرست، هربال اسنسز، ویکس، تاید، آریل، دانهیل، هوگو باس، عطر گوچی، عطر لاکست، عطر پوما، پرینگلز، عطر کریستینا آگیلرا، عطر آوریل لوین، عطر اسکادا اشاره کرد. این برندها مستقل از یکدیگر به بازار عرضه شده و مصرف‌کننده نهایی از ارتباط بین آنها آگاه نیست.

### مدل سبدی
زمانی که برای هر کدام از محصولات یا خدمات نام جداگانه انتخاب نکرده و همهٔ محصولاتمان را با یک نام واحد به بازار عرضه می‌کنیم، در حال استفاده از مدل سبدی هستیم. به بیان دیگر، نام برند ما درست مانند سبدی است که همهٔ محصولات‌مان را درون آن قرار می‌دهیم. شرکت LG همه محصولاتش را در داخل سبد نام LG به بازار عرضه می‌کند.

### مدل خوشه‌ای
در صورتی که برای محصولات یا خدمات‌مان، نام‌های جداگانه انتخاب کنیم اما بر خلاف مدل ستاره‌ای، مخاطب از ارتباط بین برندهای ما آگاه باشد، در حال استفاده از مدل خوشه‌ای هستیم. به عنوان مثال برندهایی چون سراتو، سورنتو، ریو و پیکانتو از جمله حبه‌های خوشهٔ کیا محسوب می‌شوند.

### مدل ترکیبی
زمانی که از دو یا سه مدل (ستاره‌ای، سبدی و خوشه‌ای) به‌طور همزمان استفاده می‌کنیم، در حال استفاده از مدل ترکیبی هستیم. گروه صنعتی گلرنگ برای هر محصول، نام مستقلی انتخاب نموده و مسیر برندینگ هر نام را نیز به صورت مستقل طی کرده که در ذهن مخاطب، اتصالی بین برندها نباشد، پس در حال استفاده از مدل ستاره‌ای است. به عنوان مثال برندهایی چون My, Famila, Nancy, Merci, Softlan, Ave و Oila از جمله برندهای گروه صنعتی گلرنگ هستند. اما برند My، علاوه بر کرم، دارای محصولات دیگری چون لاک و رژ لب است. برند Famila نیز محدود به روغن سرخ کردنی نبوده و محصولات دیگری چون رب گوجه، حبوبات، برنج و چای را نیز پوشش می‌دهد. در واقع نام Famila یک سبد است که محصولات متنوعی در آن قرار دارد. برند My نیز از مدل سبدی استفاده می‌کند؛ بنابراین در مجموع می‌توان گفت که گروه صنعتی گلرنگ به‌طور همزمان از هر دو مدل ستاره‌ای و سبدی استفاده کرده و به عبارت دیگر در حال استفاده از مدل ترکیبی است.
برند سامسونگ، مثال دیگری از مدل ترکیبی است. سامسونگ تقریباً در همهٔ زمینه‌ها از مدل سبدی استفاده کرده و محصولاتی چون یخچال، ماشین لباسشویی و تلویزیون را با یک نام واحد به بازار عرضه می‌کند، اما در مورد گوشی موبایل، گلکسی را به عنوان حبه‌ای از خوشهٔ سامسونگ معرفی کرده و در کنار سبد بزرگش، یک خوشهٔ کوچک نیز تشکیل داده است.

## نام‌های بدمعنا
به علت تفاوت معنای واژه‌ها در زبان‌های مختلف، اتفاق‌های عجیبی در دنیای نامولوژی رخ می‌دهد.
- یک برند بین‌المللی پنیر که محصول گروه بل است بعد از تغییر نام با برند کیبی در ایران به فروش می‌رسد. این پنیر در گذشته با همان نام اصلی در بازارهای ایران بود، و تشابه این نام با واژه‌ای بدمعنا در زبان فارسی و معنای آن مدت‌ها در ایران مورد تمسخر و شوخی قرار می‌گرفت.
- مردم آمریکای لاتین، خودروی شورلت نوا را به سبب نام آن دست انداخته بودند و حسابی تفریح می‌کردند. کلمهٔ «نووا» در زبان اسپانیایی، «راه نمی‌رود» معنی می‌شد. شورلت راه نمی‌رود.[۱۴]
- کریسیدا، از خودروهای تویوتا در برخی گویش‌های ایرانی، معنای بسیار نامناسبی دارد.
- تیگو از خودروهای فونیکس، در گویش شمالی معنای نامناسبی دارد.
- کونا از خودروهای هیوندا، در زبان کوردی، به معنای سوراخ است و در فارسی هم معنای نامناسبی دارد.

## تغییر نام
به جهت اهمیت کلیدی نام در برندینگ، برخی برندها برای رسیدن به نامی بهتر دست به تغییر نام می‌زنند که از جمله آن‌ها می‌توان به موارد زیر اشاره کرد:
- تغییر نام براد به پپسی
- تغییر نام گلدستار به ال جی
- تغییر نام بک‌راب به گوگل
- تغییر نام روبان آبی به نایکی
- تغییر نام رودا به پوما
- تغییر نام تاکسی‌یاب به اسنپ
- تغییر نام بیمیتو به ازکی
- تغییر نام ناسیونال به پاناسونیک

## یک محصول با چند نام در کشورهای مختلف
یکی از شیوه‌های نامولوژی برای تطبیق بهتر نام با زبان و فرهنگ مناطق جغرافیایی مختلف، استفاده از چند نام برای یک محصول است:
- نام نیسان قشقایی در ایران و سایر نقاط دنیا مورد استفاده است، اما در استرالیا به علت لهجه خاص مردم منطقه که نام این خودرو را شبیه به Cash Cow تلفظ می‌کردند، نام نیسان دوالیس مورد استفاده قرار گرفت. در آمریکا نیز به جای نام قشقایی از نیسان روگ اسپرت استفاده می‌شود.
- نیسان رونیز نامی است که برای بازار ایران انتخاب شده و این خودرو در آمریکا با نام نیسان اکسترا و در چین با نام نیسان پالادین عرضه شده است.
- خودرویی که در ایران با نام کیا سراتو عرضه می‌شود، در اروپا با نام کیا فورته شناخته شده و در چین با نام شوما عرضه شده است.

## تبدیل نام برند به نام عمومی محصول
انتخاب نام و شیوهٔ ورود به بازار برخی برندها به گونه‌ای است که کمک می‌کند نام آن‌ها به عنوان نام عمومی محصول یا خدمت شناخته شود. طوری که مردم به جای استفاده از نام عمومی آن محصول، ترجیح می‌دهند از نام آن برند استفاده کنند:
- نام ریمل به جای ماسکارا
- نام دلستر به جای ماءالشعیر
- نام ریکا به جای مایع ظرفشویی
- نام تاید به جای پودر لباسشویی
- نام ژیلت به جای تیغ اصلاح
- نام کلینکس به جای دستمال کاغذی
- نام آیس‌پک به جای بستنی لیوانی با نی
- نام اسنپ به جای تاکسی آنلاین

## نام‌های غربی در ایران
سید علی خامنه‌ای و غلامعلی حداد عادل، از مخالفان استفاده از نام‌های غربی بوده و سید ابراهیم رئیسی نیز مشوق استفاده از نام‌های اسلامی است.
سید علی خامنه‌ای در سال ۱۳۸۹ در حاشیه بازدید از نمایشگاه صنعت خودرو در مواجهه با خودروی مینیاتور می‌گوید: «مینیاتور در زبان فرانسوی هم استفاده می‌شود. کلماتی هم وجود دارد که مال ماست اما آنقدر آنجا استفاده شده که دیگر خارجی محسوب می‌شود. حالا چرا مینیاتور؟ یک اسم دیگر انتخاب کنید که حرف و حدیث نداشته باشد.» مدتی بعد سایپا، نام تیبا را جایگزین نام مینیاتور می‌کند. تیبا در زبان فارسی به معنی آهو می‌باشد.
از نگاه کارشناسان، ممنوعیت استفاده از نام‌های غیرفارسی، از جمله موانع مهم در مسیر نامولوژی صحیح برای کارآفرین‌های ایرانی است. تصمیم‌گیران حوزه نامولوژی، ثبت برند و کارآفرینی در ایران، از موضع بالا به پایین به کارآفرین‌ها نگاه کرده و مطلقاً صلاحیت تصمیم‌گیری در زمینه نامولوژی و کارآفرینی را ندارند. مسئولین جمهوری اسلامی، در مورد تغییر نام کسب و کارهایی مثل اسنپ نظر می‌دهند اما در مورد تغییر نام فارسی «شهربانی» به «نیروی انتظامی» نظری نمی‌دهند.

## نام‌های تقلبی در ایران
ایران، کشوری امن برای ارائه برندها و نام‌های تقلبی است. دادگاه عمومی تهران، شکایت از شرکت «آتیلا همراه آیهان» بابت تولید گوشی تلفن همراه با برند Nokia در ایران را رد کرد. خط تولید نوکیا در این شرکت با دستور ویدئوکنفرانسی ابراهیم رئیسی افتتاح شده است و تحت حمایت دستگاه قضایی و دولت قرار دارد. تولید سامسونگ تقلبی در ایران نیز از کارهای همین شرکت است.

## نام معابر شهری در ایران
در ایران مواجهه با نام خیابان‌ها، همواره با دیدی سمبلیک و نمادین بوده و اهمیت کاربردی نام‌ها در زندگی روزمره مورد توجه قرار نگرفته است. در هر دوره گمان بر این بوده که بهترین و ساده‌ترین راه برای نکوداشت شخصیت‌ها یا وقایع، تغییر نام است و متأسفانه به اینکه اسامی خیابان‌ها و معابر یک کد فنی و زیرساختی شهر و یک ابزار ارتباطی است توجهی نشده است.